# 1891 Gondola
1891 Gondola è un asteroide della fascia principale. Scoperto nel 1969, presenta un'orbita caratterizzata da un semiasse maggiore pari a 2,7052726 UA e da un'eccentricità di 0,0709217, inclinata di 11,52265° rispetto all'eclittica.
Il nome dell'asteroide deriva dalla gondola, la tipica barca veneziana.